# Synallaxis rutilans
Synallaxis rutilans е вид птица от семейство Furnariidae.

## Разпространение
Видът е разпространен в Боливия, Бразилия, Венецуела, Гвиана, Еквадор, Колумбия, Перу, Суринам и Френска Гвиана.